# ساندر لند
ساندر لند (به لاتین: Søndre Land) یک شهرداری در نروژ است که در اوپلاند (نروژ) واقع شده‌است. ساندر لند ۷۲۸ کیلومتر مربع مساحت و ۶٬۰۴۲ نفر جمعیت دارد.